# 日本職業摔角協會
日本職業摔角協會（Japan Pro Wrestling Aliance, ），是日本第一個職業摔角團體，有時簡稱為「日本PRO」。

## 历史
由力道山所創立，從1953年一直經營到1973年。當時主要的選手來源是相撲界和柔道界，早期較知名的選手除了力道山外，還有木村政彥、遠藤辛吉、九州山、豐登等人。
當力道山於1963年過世之後，該協會依然持續的運行，但是當時受到國際摔角的極大挑戰，因為國際摔角擁有日本第一座正式的國際重量級冠軍的頭銜。且內部經營紛爭不斷，導致在1972年，由於協會中的兩位明星選手安東尼奧·豬木和巨人馬場分別離開而自行創設新日本職業摔角和全日本职业摔角，在經營日益困難之下，最後於1973年宣告解散而結束營業。

## 連結
- JWA 歷史紀錄 （页面存档备份，存于）